# Alberico Gambino
Alberico Gambino (ur. 7 grudnia 1967 w Pagani) – włoski polityk, przedsiębiorca i samorządowiec, poseł do Parlamentu Europejskiego X kadencji.

## Życiorys
W 1987 zdał egzamin maturalny, w 2008 został absolwentem szkoły muzycznej Conservatorio di Musica Giuseppe Martucci w Salerno. Prowadził własną działalność gospodarczą. Zaangażował się w działalność polityczną w ramach partii Forza Italia. W 1994 został radnym swojej rodzinnej miejscowości. W latach 2002–2011 sprawował urząd burmistrza. W 2004 został radnym prowincji Salerno, w 2009 pełnił funkcję asesora w jej władzach wykonawczych. W 2010 i 2015 wybierany na radnego regionalnego w Kampanii. Dołączył w międzyczasie do ugrupowania Bracia Włosi. W 2019 ponownie był burmistrzem miejscowości Pagani.
W wyborach w 2024 uzyskał mandat posła do Parlamentu Europejskiego X kadencji.